# Molippa bertrandi
Molippa bertrandi is een vlinder uit de onderfamilie Hemileucinae van de familie nachtpauwogen (Saturniidae).
De wetenschappelijke naam van de soort is voor het eerst geldig gepubliceerd in 1982 door Claude Lemaire.